# Ptericoptus corumbaensis
Ptericoptus corumbaensis là một loài bọ cánh cứng trong họ Cerambycidae.